# Besson, Allier
Besson là một xã ở tỉnh Allier thuộc miền trung nước Pháp.